# Язовня
Язовня — река в России, протекает по Тульской области.

## Расположение
Согласно официальным документам, река Язовня протекает около посёлка городского типа Куркино и впадает в Вязовню. Однако на топографических картах в этом месте вместо Язовни обозначается сама река Вязовка. В «Энциклопедии городов и районов Тульской области» Язовня указывается как одно из названий Вязовки.
Согласно данным водного реестра, устье реки находится в 50 км от устья реки Вязовки по правому берегу. Длина реки составляет 10 км, площадь водосборного бассейна — 47,2 км².

## Данные водного реестра
По данным государственного водного реестра России относится к Донскому бассейновому округу, водохозяйственный участок реки — Дон от истока до города Задонск, без рек Красивая Меча и Сосна, речной подбассейн реки — бассейны притоков Дона до впадения Хопра. Речной бассейн реки — Дон (российская часть бассейна).
Код объекта в государственном водном реестре — 05010100312107000000472.